# سعید مرتضی‌علیف
سعید مرتضی‌علیف‎ (به روسی: Сагид Муртазалиев؛ زادهٔ ۱۱ مارس ۱۹۷۴) یک کشتی‌گیر پیشین و سیاستمدار اهل روسیه است. مرتضی‌علیف در دستهٔ ۹۷ کیلوگرم کشتی آزاد برندهٔ مدال طلای المپیک ۲۰۰۰ سیدنی، مدال طلای مسابقات قهرمانی کشتی جهان (۱۹۹۹) و نیز مدال طلای مسابقات قهرمانی کشتی اروپا (۲۰۰۰) است.
او در فینال قهرمانی جهان ۱۹۹۹ آنکارا با شکست علیرضا حیدری به مدال طلا دست یافت.